# Fem går i fällan
Fem går i fällan är den nionde femboken av Enid Blyton. Boken är en berättelse om tjuvar som vill komma åt farbror Quentins arbete och gör först inbrott och de kidnappar sedan George.

## Handling
Faster Fanny och farbror Quentin åker på semester till Spanien och huset lämnas i vård av de fem och kokerskan Joan. På stranden stöter de fem på  ett smutsigt barn (pojke?) och hans far. Efter bråk med pojken framkommer att det är en flicka. Julian får ansvaret att låsa huset på kvällarna men det lilla fönstret i skafferiet går inte att stänga ordentligt, men Julian är säker på att det är för litet att ta sig in i. Anne blir rädd samma kväll då hon ser ett ansikte i sitt sovrumsfönster. Dagen efter återser de Jo, trashankflickan på stranden. Hon vinner Timmys vänskap trots att Georg befaller honom att inte gå till henne. Timmy släpps ut för sin kvällsrunda men återkommer till huset trött och sömnig. Och senare tar en inbrottstjuv sig in och stjäl i farbror Quentins arbetsrum. Det visar sig att Timmy blivit drogad när han var ute och sedan inte reagerade på tjuven. När Georg nästa kväll försvinner på kvällspromenaden liksom Timmy börjar äventyret.

## Anpassningar
Romanen blev film 2014 i en tysk produkltion Fünf Freude 3. Boken blev också två avsnitt i The Famous Five på 1970.talet och avsnitt i Vi fem på 1990-talet.

## Översättningar
Boken översattes till svenska 1957 av Ingegerd Lindström och trycktes om många gången innan den nyöversattes av Kerstin Lennerthson 1977. Boken kom som ljudbok inläst av Linda Tukler.